# Marcello Albani

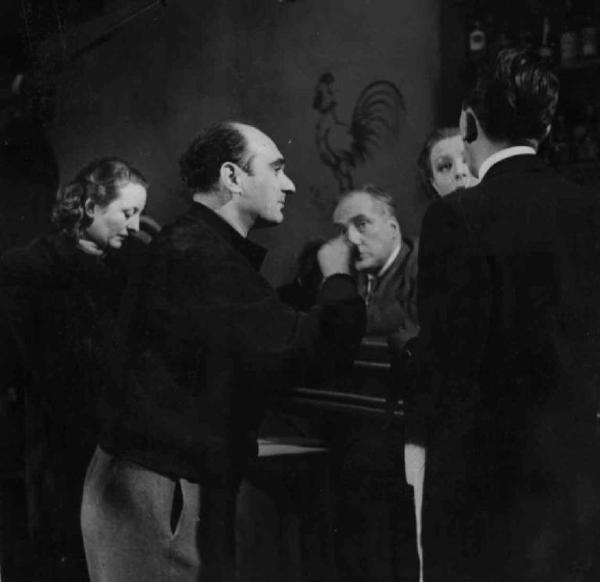
Marcello Albani gibt den Schauspielern während der Dreharbeiten zum Film Der Basar der Ideen (1940) Anweisungen.

Marcello Albani (* 3. Mai 1905 in New York City; † 1980 in São Paulo, Brasilien) war ein italienischer Filmregisseur und Drehbuchautor.

## Leben
Der Journalist und Dramatiker Albani schrieb sein erstes Drehbuch 1936 für Gennaro Righellis Amazzoni bianche und debütierte drei Jahre später als Regisseur der italienischen Version des französischen Filmes Le père Lebonnard. Seine folgenden Arbeiten waren weder künstlerisch noch beim Publikum Erfolge. Seine loyale Haltung zur faschistischen Regierung unter Benito Mussolini ließ ihn nach dem Ende des Zweiten Weltkrieges in Ungnade fallen; er konnte so lediglich noch als Drehbuchautor an zwei Filmen seiner Frau Maria Basaglia arbeiten, mit der er 1956 nach Brasilien auswanderte. Dort produzierte er noch zwei weitere Filme mit der von seiner Frau und Adone Fragado sowie ihm selbst gegründeten Gesellschaft Paulistánia Films. Wahrscheinlich starb er dort im Jahr 1980.

## Filmografie (Auswahl)
- 1940: Liebling der Frauen (Boccaccio)